# Chrocus
 (juin 2010).
Améliorez-le ou discutez des points à vérifier. 
Chrocus ou Crocus est le nom que plusieurs rois Barbares présents en Gaule entre les IIIe et Ve siècles semblent avoir porté. 
Deux rois alamans, correspondent également à ce nom : Chrocus Ier et son fils Chrocus II.
Le pseudo-Frédégaire, par exemple, décrit l'invasion de la Gaule par un certain Chrocus, rois de Vandales, qui aurait pillé Nîmes en 407, il aurait aussi participé au martyre de saint Privat, puis serait mort à Arles, au début du Ve siècle.

## ChrocusIer
Selon Grégoire de Tours, qui est le plus ancien témoignage sur le personnage, Chrocus Ier ou Crocus, aurait vécu à l'époque du règne des deux empereurs romains (père et fils) Valérien et Gallien (253-260), devient roi germain de la confédération germanique des Alamans, à la fin du IIIe siècle. Il a conduit ses troupes jusque dans le centre de la Gaule où il aurait aussi détruit ou pillé les temples gaulois ou gallo-romains.
Son règne sur les Alamans aurait été suivi de celui de Mederich, père de Agenarich et frère de Chnodomar (latinisé en Chnodomarius).

### Historique
L'existence réelle de ce roi n'est pas prouvée, bien qu'on lui ait prêté des destructions de cités romaines (Alba, etc.) et des massacres ou exécutions (saints Victorin et Cassius, etc.). 
Au regard du témoignage des trésors monétaires, Émilienne Demougeot a pu considérer avec prudence l'historicité de l'invasion des Alamans sous le règne de Valérien (253 - 260), sans pour autant valider le détail du récit de Grégoire de Tours. 
À Arles, cité romaine, de récentes fouilles montrent que les destructions constatées entre 250 et 270, aussi bien dans la vieille ville sur la rive gauche du Rhône qu'à Trinquetaille sur la rive droite, sont difficilement explicables par une origine accidentelle.

### Sources
Grégoire de Tours dans ses Histoires (Livre premier) l'évoque comme suit :
« ayant levé une armée, ravagea les Gaules. On rapporte que ce Chrocus était d'une grande arrogance ; ayant commis quelques crimes par le conseil d'une mère perverse, il rassembla la nation des Allemands, se répandit dans toute la Gaule, et renversa de fond en comble tous les édifices anciens. Étant arrivé en Auvergne, il incendia, renversa et détruisit un temple que les habitants appelaient Vasso, en langue gauloise. Il était d'une construction admirable et très solide, car ses murs étaient doubles ; ils étaient bâtis en dedans, avec de petites pierres, en dehors avec de grandes pierres carrées, et avaient trente pieds d'épaisseur. L'intérieur était décoré de marbres et de mosaïques, le pavé était en marbre et le toit en plomb" (...) Pendant l'irruption des Allemands dans les Gaules, saint Privat, évêque de la capitale du Gévaudan, fut trouvé dans une grotte du mont Memmat, où il se livrait aux jeûnes et aux oraisons, tandis que le peuple était enfermé dans les retranchements du camp de Gréze». «Le bon pasteur refusa de livrer ses brebis aux loups, et on voulut le contraindre de sacrifier * aux démons ; comme il détestait et repoussait cette souillure, on le frappa de verges jusqu'à ce qu'on le crût mort. Peu de jours après cette torture il rendit l'âme. Chrocus ayant été pris, près d'Arles, ville des Gaules, subit divers tourments, et fut frappé du glaive, livré avec justice au supplice qu'il avait infligé aux saints de Dieu. »
Le « temple Vasso » cité par Grégoire de Tours est nommé Vasa par d'autres manuscrits. « Quelques savants disent que les anciens Gaulois désignaient sous ce nom le dieu Mars ; d'autres ont conjecturé que ce temple était consacré Mercure, d'après un passage de Pline l'Ancien (III, 7), qui rapporte que, de son temps, Zénodore construisit, en Auvergne, un grand temple en l'honneur de ce dieu » .
L'histoire de Chrocus fut ensuite reprise par de nombreux récits hagiographiques. Frédégaire la reprend aussi mais en faisant de Chrocus un Vandale, le plaçant au Ve siècle.

## Chrocus II
En l'année 306 un deuxième chef alaman Chrocus prend part au soulèvement avec Constantin Ier à York, dans l'ancienne province romaine de Bretagne (voir Epitome de Caesaribus). 
Ce Chrocus avait bien au préalable joui du titre de roi, mais ceci au profit de Rome à laquelle il abdiqua les commandes.

## Chrocus roi des Vandales en407/411
Frédégaire mentionne un roi vandale nommé Chrocus qui termine son expédition en Gaule devant Arles, capturé par un soldat nommé Marius. Ce récit est fortement inspiré de celui de Grégoire de Tours, la mention de ce Chrocus au Ve siècle résultant peut-être d'une confusion de Frédégaire. Ce personnage a ensuite occupé une place importante dans l'hagiographie : il apparaît ensuite dans de nombreux récits de passions légendaires ou aux fondements historiques incertains. Selon Guillaume Flamang, Chanoine à Langres en 1482, les Vandales conduits par un certain Chrocus auraient décapité l'évêque de Langres Dizier (Desiderius) en 411.